# Czemierniki (gemeente)
De gemeente Czemierniki is een landgemeente in het Poolse woiwodschap Lublin, in powiat Radzyński.
De zetel van de gemeente is in Czemierniki.
Op 30 juni 2004 telde de gemeente 4677 inwoners.

## Oppervlakte gegevens
In 2002 bedroeg de totale oppervlakte van gemeente Czemierniki 107,71 km², waarvan:
- agrarisch gebied: 69%
- bossen: 23%

De gemeente beslaat 11,16% van de totale oppervlakte van de powiat.

## Demografie
Stand op 30 juni 2004:
| Omschrijving                   | Totaal | Totaal | Vrouwen | Vrouwen | Mannen | Mannen |
| ------------------------------ | ------ | ------ | ------- | ------- | ------ | ------ |
| eenheid                        | aantal | %      | aantal  | %       | aantal | %      |
| inwoners                       | 4677   | 100    | 2329    | 49,8    | 2348   | 50,2   |
| bevolkingsdichtheid (inw./km²) | 43,4   | 43,4   | 21,6    | 21,6    | 21,8   | 21,8   |

In 2002 bedroeg het gemiddelde inkomen per inwoner 1331,44 zł.

## Administratieve plaatsen (sołectwo)
Bełcząc, Czemierniki (sołectwa: Czemierniki en Czemierniki II), Lichty, Niewęgłosz, Skoki, Stoczek, Stójka, Wygnanów.

## Aangrenzende gemeenten
Borki, Ostrówek, Radzyń Podlaski, Radzyń Podlaski, Siemień, Wohyń